# 川口修
川口 修（かわぐち おさむ）は、日本の商学者。松蔭大学教授。専門は会計学（管理会計）。

## 来歴
1975年駒澤大学経済学部商学科卒業。1980年同大学院商学研究科修士課程修了。
松蔭女子大学助教授を経て
、松蔭大学経営文化学部ビジネスマネジメント学科教授に就任。同学部長、ビジネスマネージメント学科長、教務委員会委員長を務める。
日本社会関連会計学会幹事、日本社会関連会計研究学会理事などを歴任。
著書に『原価計算』『簿記の基礎構造』『フードサービス辞典』『管理会計論』など。

## 著書
- 『原価計算』創成社 1992年
- 『簿記の基礎構造』創成社 1999年
- 『フードサービス辞典』柴田書店 1999年
- 『管理会計論』税務経理協会 2000年
- 『環境格付の考え方』税務経理協会　2002年

### 共書
- 『直接原価計算論』創成社 1980年「会計学の基礎構造」
- 『コストアカウンティング』同文館出版 1981年「アメリカ会計思潮」
- 『原価計算論』創成社 1986年「企業会計の基礎構造」
- 『教養簿記』第三出版 1989年
- 『コスト・ベネフィット・アプローチ』中央経済社 1989年「経営財務と管理会計」
- 『現代会計学の課題』創成社 1993年「経営環境と管理会計」
- 『原価計算用語辞典』同文舘出版  1997年
- 『簿記の基礎構造』創成社 1999年
- 『簿記の基礎構造ワークブック』創成社  1999年
- 『環境管理会計の構築』中央経済社 2004年「環境会計の理論と実態」
- 『環境管理会計概論』日本工業新聞社 2004「環境マネジメントハンドブック」
- 『簿記の基礎構造〔入門編〕』創成社 2004年
- 『会社法読本』税務経理協会  2010年

「国立国会図書館サーチ」を参照